# Metoděj Jan Zavoral
Metoděj Jan Zavoral OPraem, též Metoděj Zavoral, Methoděj Zavoral, či Method Zavoral, (28. srpna 1862 Neveklov – 26. června 1942 Praha) ,byl český římskokatolický kněz, opat premonstrátského kláštera v Praze na Strahově, československý politik a poslanec Revolučního národního shromáždění za Československou stranu lidovou. Následně byl senátorem Národního shromáždění ČSR.

## Biografie

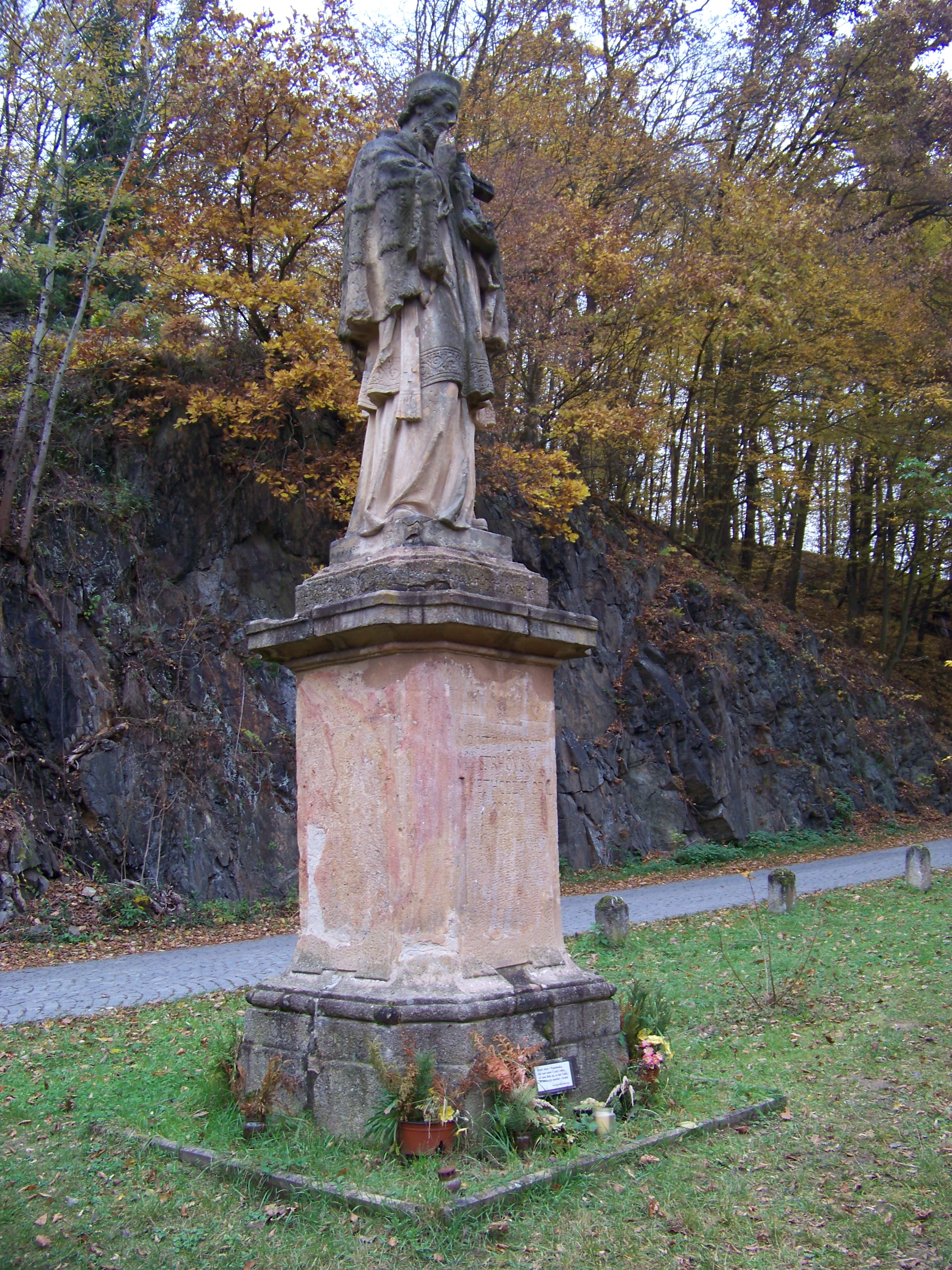
Roku 1908 nechal strahovský opat Method Zavoral postavit u Svatojánských proudů repliku sochy sv. Jana Nepomuckého z roku 1722, po níž byly tyto peřeje pojmenovány.

Původně kaplan v Jihlavě, v letech 1906–1942 byl opatem Strahovského kláštera v Praze.
V letech 1918–1920 zasedal za lidovce v Revolučním národním shromáždění. V parlamentu obhajoval zájmy katolické církve a odmítal vytlačování katolicismu z nové republiky. V parlamentních volbách v roce 1920 získal senátorské křeslo v Národním shromáždění. V senátu zasedal do roku 1925.
V roce 1924 se vzdal politické práce v lidové straně v důsledku tlaku papeže Pia XI., který zakazoval kněžím politickou aktivitu. V roce 1938 organizoval pohřeb Karla Čapka, jehož byl osobním přítelem.
Byl spoluzakladatelem a předsedou Československo-rumunské společnosti.